# 新日本海フェリー
新日本海フェリー株式会社（しんにほんかいフェリー、英: Shinnihonkai Ferry Co.,Ltd.）は、大阪府大阪市北区に本社を、北海道小樽市に本店を置く日本の海運会社であり、舞鶴・敦賀・新潟・秋田と小樽・苫小牧東を結ぶフェリーを運航する。関光汽船を中心とした「SHKライングループ」に属し、関釜フェリー、阪九フェリーと共にSHKライングループの中核をなす。

## 概要
運航ダイヤはトラックやシャシーの輸送を中心とした設定として出港時間が深夜または入港時間が早朝となる便が多い一方、多様な船内設備を設けるなど旅客サービスにも力を入れる。一部の便には30ノット前後で航行可能な高速フェリーを導入するなど、競合するRO-RO船との差別化を図る。
他の交通機関と同様にゴールデンウィークやお盆期間は大変多くの旅客で賑わうが、前述の通り貨物主体のフェリーである。このような傾向から2006年よりシーズン別の料金体系を導入し、繁忙期の増収と閑散期の利用促進を図った。
各船とも船籍港は本店所在地である小樽港としている。

## 歴史
日本海航路で定期貨物船を運航する傍ら日本初の長距離フェリー航路「阪九フェリー」を構築した関光汽船が、日本海航路の再興による地域活性化を目指していた小樽市とともに1968年から日本海でのカーフェリー航路計画に着手し、その後舞鶴市も参加し関光汽船と小樽市・舞鶴市財界の出資により1969年に設立。小樽-舞鶴間の航路計画としたが、その後敦賀市が寄港を求め舞鶴市が反発したものの、小樽行きのみ敦賀港に寄港する形で合意に至った。
1970年に、日本海側では初めての長距離フェリーとして舞鶴港-小樽港間に航路を開設。就航当時は青函連絡船など本州と北海道を連絡する航路は飽和状態にあったことから、北海道と関西地方を結ぶバイパスルートとしても注目された。
就航した船舶は輸送力重視のほか、日本海特有の気象条件に対応するため比較的大型のフェリーであった。しかしながら客室は3等級のみであるのに加え、その他の旅客設備も同時期就航の他社のフェリーと比較して簡素なものとなっており 、旅客よりも貨物輸送を重視していた。
また、その後も新たな船舶が就航し便数を増加させるが、いずれの船舶も大型化で得た容量は主にトラック積載数の増加に振り向けられた。
こうした施策は1984年の「フェリーらいらっく」就航で転機を迎える。デッキ層を増やし旅客設備の充実が図られたほか、既存の船舶についても1990年および1992年の2度に渡り、旅客設備の改装工事が行われた。
1996年には、速力を大幅に向上させた「すずらん」「すいせん」が就航し、敦賀-小樽航路の所要時間は約9時間短縮し約21時間となった。青函トンネル開業による鉄道貨物のスピードアップなどと対峙する中で、特に生鮮食料品や生乳などの輸送にも競争力が強化されることとなったほか、所要時間が24時間未満となったことで、毎日運航が可能となった。同様の施策は、2004年7月就航の「はまなす」「あかしあ」でも採られており、舞鶴-小樽航路の所要時間は約9時間短縮した約21時間となっており、毎日運航の同航路では運用船舶数の削減が図られた。

### 沿革
- 1969年

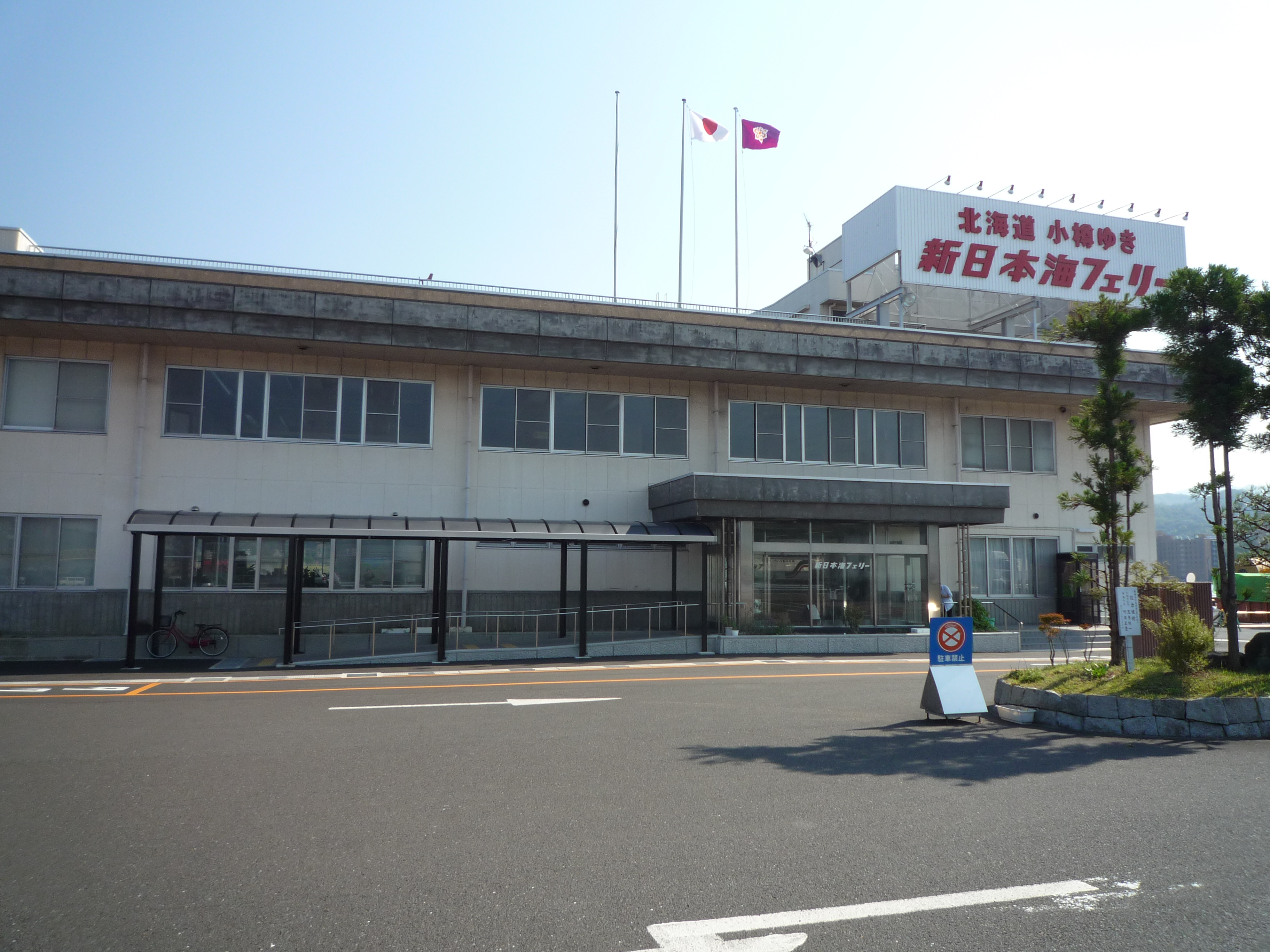
舞鶴フェリーターミナル（舞鶴支店）

  - 6月2日 - 関光汽船が新日本海フェリー株式会社を設立（本社所在地は小樽市）、小樽 - 舞鶴航路を計画[4][5]。
  - 7月 - 敦賀市が舞鶴 - 小樽航路の敦賀寄港を要請[4]。
  - 9月 - 南行便を小樽→舞鶴直行、北行便を舞鶴→敦賀→小樽の変則運航で合意[4]。
  - 10月2日 - 敦賀寄港に反対した蜷川虎三京都府知事が舞鶴港の使用を許可[6]。
  - 12月16日 - 舞鶴-小樽間の航路事業を認可、日本初の1,000km以上のフェリー航路となる[7]。
- 1970年
  - 3月31日 - 小樽-舞鶴航路の敦賀寄港が認可される[8]。
  - 6月 - 舞鶴港の事務所および旅客待合室が第二埠頭に完成。
  - 7月 - 小樽港の事務所および旅客待合室が第四埠頭（現・中央埠頭）に完成[5]。
  - 8月 - 敦賀港の事務所および旅客待合室が川崎町地区（現・川崎松栄岸壁）に完成[5]
  - 8月4日 - 舞鶴・敦賀 - 小樽航路を開設、「すずらん丸」が舞鶴発便から就航[9][10]。
- 1971年7月 - 本社を大阪市に移転し小樽本社を本店とする[5]。
- 1972年
  - 4月14日 - 蜷川京都府知事が調整不足の状態での航路申請提出・舞鶴港の次期開発計画の未決定・港湾労働者の反対を理由として第2船の舞鶴寄港拒否を表明[2]。
  - 5月11日 - 就航後の経過報告と反省・荷役や駐車場に関する問題の報告・舞鶴市が第2船に伴う問題の責任を請負う旨の文書の提出を受け、京都府が第2船の舞鶴寄港を許可[2]。
  - 5月14日 - 第2船「フェリーはまなす」が就航し[2]、週4便となる[4][5]。
- 1973年7月 - 「フェリーあかしあ」が就航し[4][5]、週6便となる。
- 1974年
  - 6月7日 - 舞鶴航路の新潟港への寄港を開始[4][5][11]。当初は夏季のみの寄港[11]。
  - 10月 - 東九フェリーより「フェリーとね」「フェリーてんりゅう」を購入し、それぞれ「フェリーしらゆり」「フェリーすずらん」に改称[5]。
- 1977年
  - 5月 - 舞鶴航路から独立し新潟 - 小樽航路が認可（週3便）、この年より通年運航となる[11]。
  - 5月 - 舞鶴・敦賀 - 小樽航路が週8便となる[5]。
- 1979年
  - 5月22日[12] - 小樽港の勝納フェリーターミナルが完成し移転[13]。「ニューすずらん」が敦賀 - 小樽航路に就航[5]。
  - 7月 - 「ニューゆうかり」が敦賀 - 小樽航路に就航[5]。
- 1980年
  - 2月 - 新潟 - 小樽航路が週6便に増便[5]。
  - 2月 - 新潟 - 小樽航路を週6便に増便[11]。
- 1984年7月 - 「フェリーらいらっく」が舞鶴 - 小樽航路に就航[5]。
- 1987年
  - 3月 - 新潟港山の下埠頭の新フェリーターミナルが完成し移転、「ニューはまなす」が新潟 - 小樽航路に就航[11]。
  - 4月 - 「ニューしらゆり」が新潟 - 小樽航路に就航[5]。
  - 10月 - 舞鶴港の事務所および旅客待合室が移転（前島埠頭）[5]。
- 1988年7月 - 「ニューあかしあ」が舞鶴 - 小樽航路に就航[5]。
- 1991年9月 - 「フェリーらべんだあ」が舞鶴 - 小樽航路に就航し、舞鶴・敦賀 - 小樽航路が週10便となる[5]。
- 1993年
  - 3月19日 - 小樽港フェリーターミナルの改築計画を発表[14]。
  - 3月25日 - 小樽港新フェリーターミナルビル着工[13]。
- 1994年
  - 4月23日 - 小樽港の新フェリーターミナル（勝納埠頭）を運用開始[15]。
  - 4月26日 - 「フェリーあざれあ」が新潟 - 小樽航路に就航し、同航路は週9便となる[5]。
  - 7月12日 - 「フェリーしらかば」が新潟 - 小樽航路に就航[5]。
- 1995年
  - 1月31日～3月31日 - 阪神・淡路大震災を受けて支援基地・宿泊施設として「ニューしらゆり」（尼崎港1月31日 - 2月28日 芦屋市民向け）・「フェリーすずらん」（神戸港第4突堤2月1日 - 3月31日 消防救急要員向け）を提供[16][17]。この他SHKライン系列からは「おりえんとびいなす」「ニューゆうとぴあ」が震災支援に用いられた[17]。
  - 12月4日 - フェリーらいらっくが若狭湾でプレジャーボートと衝突、プレジャーボートの乗員2名が行方不明となる[18]

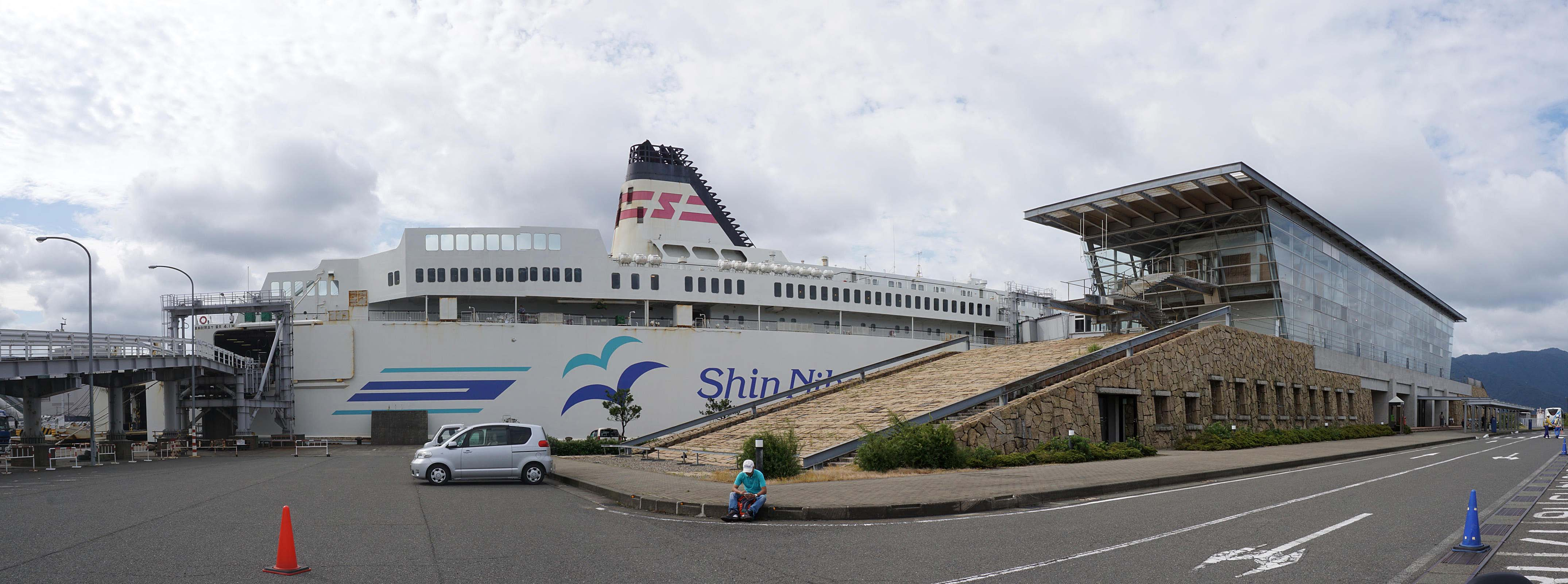
敦賀フェリーターミナル（敦賀支店）

- 1996年6月11日 - 敦賀港の新フェリーターミナルが完成し移転（鞠山地区）、「すずらん」（初代）・「すいせん」（初代）が敦賀 - 小樽航路に就航[3][5]。
- 1999年7月 - 敦賀 - 新潟 - 秋田 - 苫小牧航路を開設[5]。
- 2002年4月5日 - 「らいらっく」が新潟 - 小樽航路に就航[5]。
- 2003年2月2日 - 「ゆうかり」が新潟 - 小樽航路に就航[5]。
- 2004年7月 - 「はまなす」「あかしあ」が舞鶴 - 小樽航路に就航[5]。
- 2012年
  - 4月1日 - 船室等級の名称を変更。（特等A→デラックスA、特等→デラックスB、1等→ステートB、S寝台→ツーリストS、2等寝台→ツーリストA寝台・ツーリストB、2等→ツーリストA和室・ツーリストJ）
  - 6月1日 - 二輪自動車（側車付バイク/トライク付）運賃を設定。（従来は乗用車航送運賃の適用）
  - 6月20日 - 「すずらん」（2代目）が敦賀 - 苫小牧航路に就航[5]。
  - 7月1日 - 「すいせん」（2代目）が敦賀 - 苫小牧航路に就航[5]。
- 2017年
  - 3月9日 - 「らべんだあ」が新潟 - 小樽航路に就航。それに伴い「らいらっく」が敦賀 - 新潟 - 秋田 - 苫小牧航路に転配。
  - 6月28日 - 「あざれあ」が新潟 - 小樽航路に就航。それに伴い「ゆうかり」が敦賀 - 新潟 - 秋田 - 苫小牧航路に転配。
- 2021年
  - 6月1日 - コンファレンスルームを持つ6隻での映画上映サービスを再開[19]。
  - 11月 - 苫小牧 - 秋田 - 新潟 - 敦賀航路の新潟 - 敦賀間を2022年2月まで一時休止[20][21]。
- 2022年11月～2023年5月6日まで「すずらん」「すいせん」が東京九州フェリー「はまゆう」「それいゆ」と入れ替わりで横須賀 - 新門司航路に就航。「はまゆう」「それいゆ」は舞鶴 - 小樽航路へ就航し、「はまなす」「あかしあ」が敦賀 - 苫小牧航路に転配[22][23][24]。
- 2025年
  - 7月 - 新潟 - 小樽航路・敦賀 - 苫小牧航路にスターリンクを用いた有料インターネットサービス「フェリーWi-Fi」を導入[25]。
  - 11月14日予定 - 舞鶴 - 小樽航路新造船「けやき」就航[26]。運航ダイヤに変更は無い予定。
- 2026年予定 - 新造船第2船が舞鶴 - 小樽航路に就航[27]。

## 航路
繁忙期・ドック入り・気象条件などにより航路・就航船を変更する場合があり、毎日運航の航路では一部臨時運休日が設定される。
舞鶴・敦賀⇔北海道航路の2等運賃は、近畿地方と北海道を直接結ぶ公共交通機関のなかでは最も安価と考えられてきたが、格安航空会社と比較した場合、ピーク時の2等運賃が格安航空会社の最高値運賃を上回ることもある。

### 定期運航の航路
舞鶴 - 小樽航路（舞鶴港 - 小樽港）
- 毎日運航
- 所要時間：小樽行き20時間55分 舞鶴行き21時間45分。
- 就航船：あかしあ/はまなす/はまゆう/それいゆ
  - 両船就航以前は、フェリーらいらっく/ニューあかしあ/フェリーらべんだあの3隻体制約30時間で運航。あかしあ/はまなすの就航当初は小樽行き20時間、舞鶴行き21時間30分で運航していた。

敦賀 - 苫小牧東港航路（敦賀港 - 苫小牧東港 直行便）
- 毎日運航
- 所要時間：苫小牧行き20時間35分　敦賀行き21時間00分
- 就航船：すずらん/すいせん/あかしあ/はまなす/はまゆう/それいゆ
  - 両船就航当初は敦賀港⇔小樽港、2002年9月から北海道側対地を苫小牧東港に変更。現すずらん/すいせんの就航当初は苫小牧行きを19時間30分で運航していた。

敦賀 - 新潟 - 秋田 - 苫小牧東港航路（敦賀港 - 新潟港 - 秋田港 - 苫小牧東港 寄航便）
- 敦賀発着は週1便（苫小牧発土曜日・敦賀発月曜日）、 新潟発着は週6便運航（苫小牧発・新潟発ともに月-土曜）
- 天候状況により、秋田港に寄港しない場合がある。また需要に応じ、敦賀発着は計画的に運休する場合がある[注 3]。
- 所要時間：敦賀 - 苫小牧 苫小牧行き31時間20分 敦賀行き35時間00分/新潟 - 苫小牧 苫小牧行き18時間15分 新潟行き20時間00分
- 就航船：らいらっく/ゆうかり
  - 両船の新潟 - 小樽航路から転配以前は、フェリーしらかば/フェリーあざれあの2隻体制で運航。

新潟 - 小樽航路（新潟港 - 小樽港）
- 週6便運航（小樽発は日曜日、新潟発は月曜日が運休日）
- 所要時間：小樽行き16時間30分 新潟行き16時間15分
- 就航船：らべんだあ/あざれあ
  - 両船就航以前は、らいらっく/ゆうかりの2隻体制で運航。

### その他の航路
臨時運航航路(主にドックダイヤ)
敦賀 - 小樽航路（敦賀港 - 小樽港）
- 特定日運航
- 所要時間：小樽行き19時間15分 敦賀行き19時間30分
- 就航船：あかしあ/はまなす/はまゆう/それいゆ

舞鶴 - 苫小牧東港航路（舞鶴港 - 苫小牧東港）
- 特定日運航
- 所要時間：苫小牧行き19時間45分 舞鶴行き21時間20分
- 就航船：あかしあ/はまなす/はまゆう/それいゆ

新潟 - 苫小牧東港航路（新潟港 - 苫小牧東港 直行便）
- 特定日運航
- 所要時間：苫小牧行き16時間30分 新潟行き16時間15分
- 就航船：らいらっく/ゆうかり

## 船舶

### 就航中の船舶

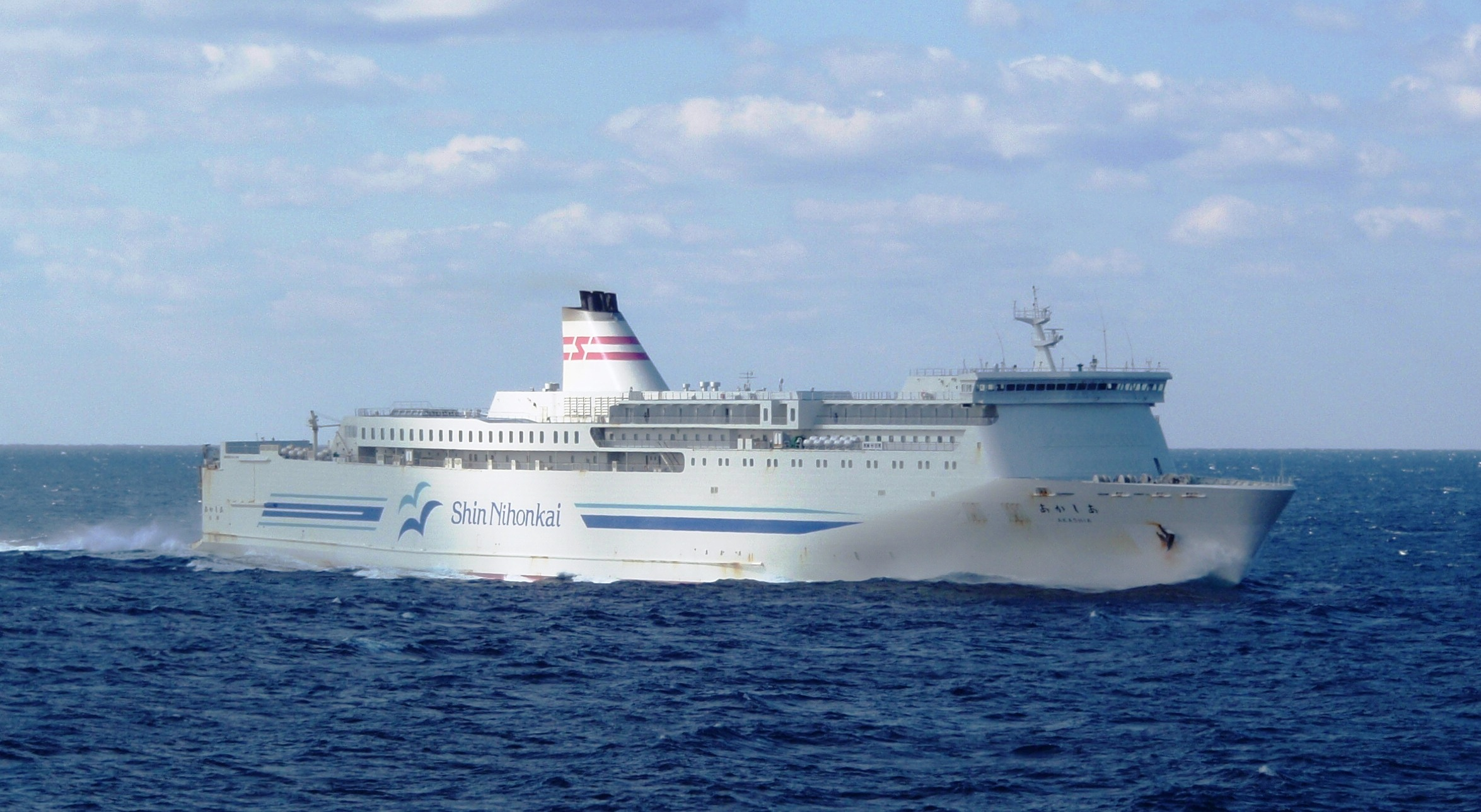
あかしあ

新日本海フェリーでの就航順に解説。
- らいらっく・ゆうかり（主な使用航路・敦賀-苫小牧東港寄航便）

らいらっく：2001年6月竣工/2002年4月5日就航/最大速力25.1ノット
ゆうかり：2001年9月竣工/2003年2月2日就航/最大速力25.4ノット
以下共通諸元
2006年・2017年改造/18,229総トン/全長199.9m/幅26.5m/出力21,200kW/航海速力22.7ノット（42.0km/h）
アイ・エイチ・アイ マリンユナイテッド（横浜）建造
旅客定員846名/車両積載数：トラック146台・乗用車58台
交通バリアフリー法に沿った客室設備設計を実施。
- はまなす・あかしあ（主な使用航路・舞鶴港-小樽港）

はまなす
2017年5月 小樽港

はまなす：2003年8月竣工 最大速力32.0ノット
あかしあ：2003年10月竣工 最大速力31.8ノット
以下共通諸元
2004年7月就航/16,810総トン/全長224.8m/幅26.0m/出力42,800kW/航海速力30.5ノット（56.4km/h）
三菱重工業長崎造船所建造
旅客定員820名/車両積載数：トラック158台・乗用車66台
船室
2009年現在就航している日本のカーフェリーとしては最も長い全長を持ち、航海速力が最も速い。高速航行のために推進器に通常のスクリューと舵を兼ねたポッド推進器（アジポッド）を互いに逆回転させ、2重反転プロペラの原理で高出力を生み出す世界初のシステムを採用。シップオブザイヤー受賞。
- すずらん（2代）・すいせん（2代）（主な使用航路・敦賀-苫小牧東港　直行便）

2012年にすずらん（初代）・すいせん（初代）からの新造置換え
すずらん：2012年6月20日就航
すいせん：2012年7月1日就航
以下共通諸元
2012年1月27日進水/17,382総トン/全長224.5ｍ/幅26ｍ/出力30,300kW/最大速力29.4ノット、航海速力27.5ノット（50.9km/h）
前船に引き続きポッド推進システムを採用するが、必要な速力が小さいことから全く同じものではない
三菱重工長崎造船所建造
旅客定員613名/車両積載数：トラック158台・乗用車58台
船体ははまなす・あかしあとほぼ同型だが、航海速力・水線下船型・プロペラ等の見直しにより二酸化炭素 (CO2) や窒素酸化物 (NOx) の排出量を削減。また両船と比較して車両積載数はほとんど変わらない一方で旅客定員が減少したが、これは最下クラスの船室も2等和室を設けず寝台とするなど客室を個室重視で設置したためである。
- らべんだあ・あざれあ（主な使用航路・新潟港-小樽港）

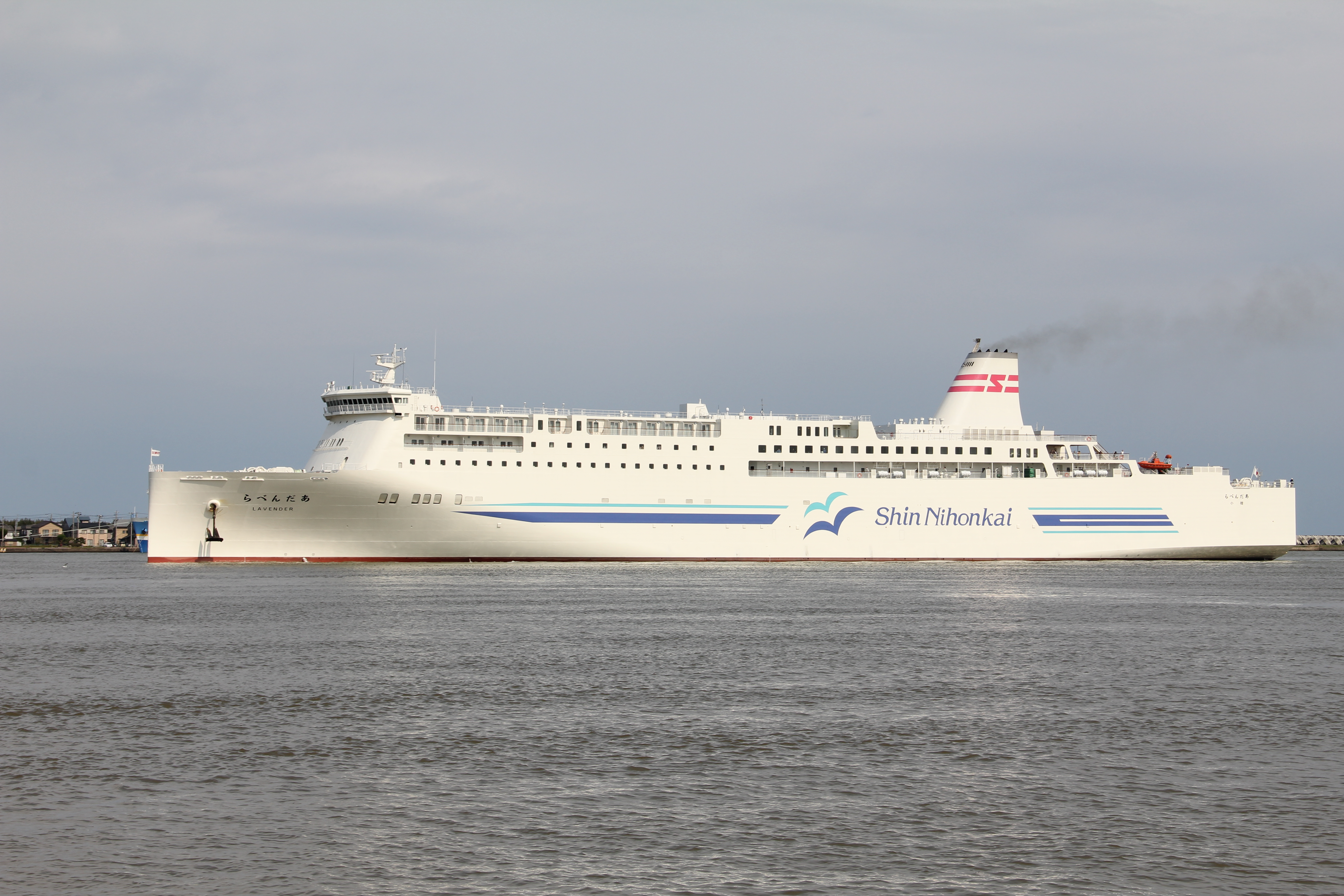
らべんだあ

らべんだあ：2016年9月6日進水・2017年3月9日就航
あざれあ：2017年1月12日進水・同年6月28日就航
14,125総トン/全長約197.25ｍ/出力22,000kW、航海速力25ノット（46.3km/h）
三菱重工下関造船所建造
以下共通諸元
旅客定員600人/車両積載数：トラック150台・乗用車22台。
本船の特徴としてコンファレンスルームを廃止、外側にスィート・デラックス・ステートの上等船室、内側にツーリストを配置。また内側のステートは割引料金を適用。船体自体も船首を直角構造にし、更に近接2軸推進システム等を採用することにより、航海速力を引き上げた上で10%の燃料削減を実現した。
- はまゆう/それいゆ（主な使用航路・舞鶴港-小樽港）

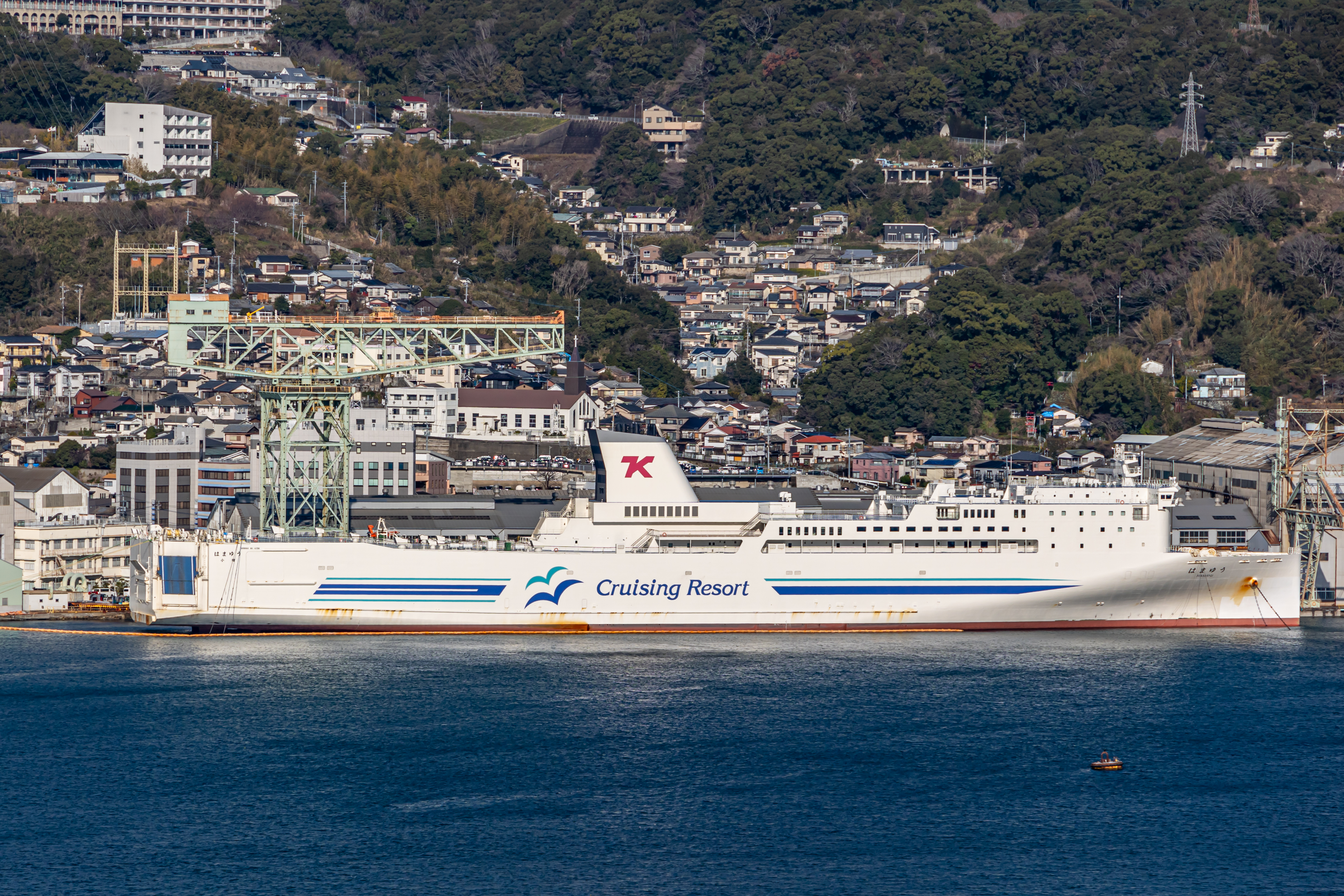
はまゆう
2023年1月 三菱重工業長崎造船所

はまゆう：2020年8月進水
それいゆ：2020年12月進水
以下共通諸元
15,400総トン/全長222.5m/幅25.0m/出力34,160kW/航海速力28.3ノット
三菱重工業長崎造船所建造
旅客定員268名/車両積載数：トラック154台・乗用車30台
「はまゆう」のみ東京九州フェリー就航前の2021年3月2日からドック代船として舞鶴・敦賀 - 小樽・苫小牧航路に就航。2022年11月3日から2023年5月6日まで「すずらん」「すいせん」と入れ替わりで両船共に舞鶴 - 小樽航路へ就航している。2023年1月からはドック代船として舞鶴・敦賀 - 小樽・苫小牧航路にも就航。
就航予定の船舶
- けやき/（二番船）舞鶴港 - 小樽港航路代替船[33]

約14,300総トン/全長199m/出力34,160kW/航海速力28.3ノット
旅客定員286名/車両積載数：トラック約150台・乗用車約30台
2025年12月に第1船を就航予定。2025年4月29日、三菱重工業下関造船所にて進水・命名式を開催。一番船を「けやき」と命名。

### 過去に就航していた船舶

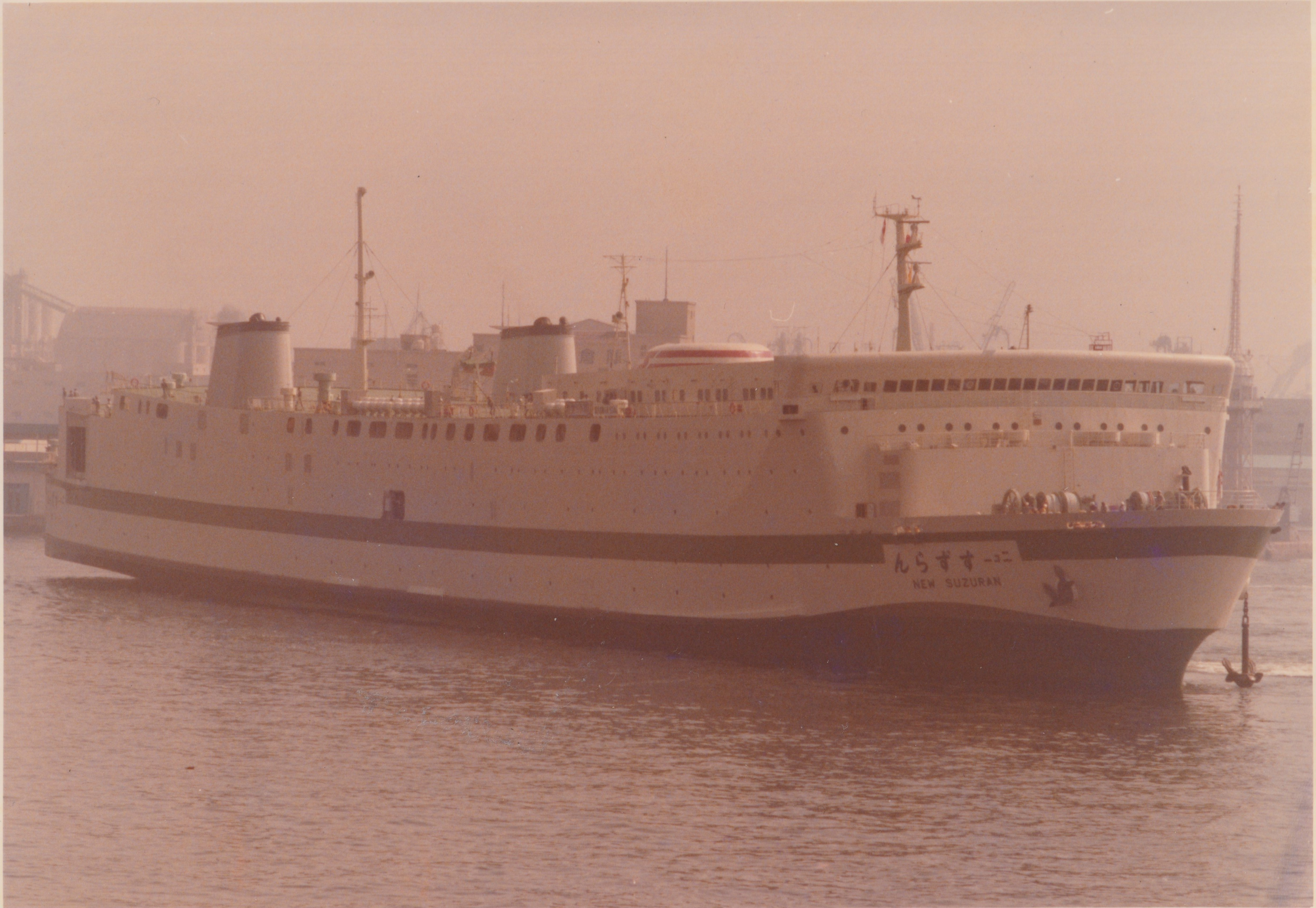
ニューすずらん
1979年5月

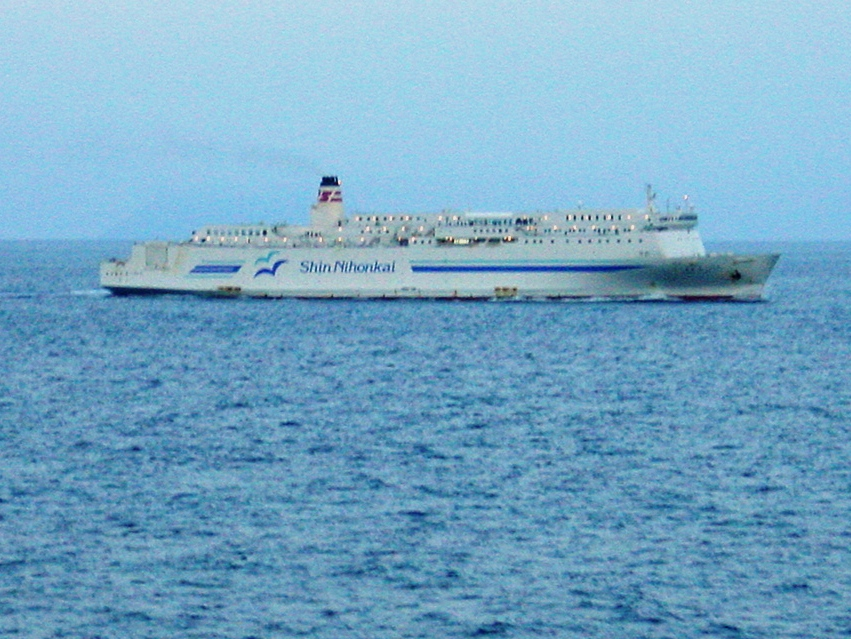
フェリーらいらっく
2003年7月

※本項では新日本海フェリーでの就航順に解説を行うと共に各船の詳細は各リンク先も参照のこと。
すずらん丸→フェリーライラック
- 9,053総トン[34]/全長160.5m/旅客定員1,107名/車両積載数：トラック103台・乗用車150台
- 遍歴
  - すずらん丸：1970年8月 - 1975年
  - 東九フェリー（現・オーシャントランス） フェリー伊豆：1975年 - 1977年
  - フェリーライラック：1977年 - 1979年
  - 西日本汽船：ゆうとぴあ：1979年 - 1994年
  - 海外売船：1994年
    - ギリシア Med Link Lines：POSEIDON
    - ギリシア Five Star Lines： POSEIDON X
    - アルジェリア Algerie Ferries：POSEIDON C

  - 2008年7月：廃船のためインドで解体

フェリーはまなす
- 9,875総トン/全長162m/旅客定員1,173名/車両搭載数：トラック103台・乗用車124台
- 遍歴
  - 1972年5月 - 1987年
  - ギリシャ ANEK LinesLISSOS：1987年 - 2011年
  - 2011年：スクラップとしてインドに売却

フェリーあかしあ
- 11,210総トン/全長180.5m/旅客定員1,387名/車両積載数：トラック119台・乗用車150台
- 遍歴
  - 1973年7月 - 1988年
  - フィリピン Sulpicio LinesFILIPINA PRINCESS：1988年 - 2011年
  - 2011年：廃船解体

フェリーしらゆり
- 9,081総トン/全長162.0m/幅26.0m
- 遍歴
  - 東九フェリー フェリーとね：1973年12月 - 1975年10月
  - フェリーしらゆり：1975年10月 - 1987年
  - 大阪国際フェリー 壇皇：1988年 - 1993年
  - 1997年：フィリピンに売却

フェリーすずらん
- 8,194総トン/全長162.0m/幅26.0m
- 遍歴
  - 東九フェリー フェリーてんりゅう：1973年12月 - 1975年10月
  - フェリーすずらん：1975年10月 - 1995年[35]
  - 西日本汽船 ゆうとぴあ3：1995年 - 2003年
  - フィリピン Carlos A. Gothong Lines Manila Bay 1：2003年 -

ニューすずらん
- 14,385総トン[34]/全長191.8m[36]/航海速力22.5ノット//旅客定員872名/車両積載数：トラック189台（竣工時163台）・乗用車85台（竣工時40台）
- 遍歴
  - 1979年5月 - 1996年6月
  - ギリシャ ANEK Lines KRITI I：1997年 -

ニューゆうかり
- 14,374総トン/全長191.8m/航海速力22.5ノット/旅客定員872名/車両積載数：トラック189台・乗用車85台。
- 遍歴
  - 1979年7月 - 1996年6月
  - ギリシャ ANEK Lines KRITI II：1997年 -

フェリーらいらっく（二代目）
- 18,268総トン[34]/全長192.9m[36]/航海速力21.8ノット/旅客定員788名（竣工時586名）/車両積載数：トラック186台（竣工時152台）・乗用車55台
- 遍歴
  - 1984年7月 - 2004年
  - フィリピン Sulpicio Lines Princess of the Stars：2004年 - 2008年
    - 2008年6月21日に台風6号による荒天のためシブヤン島付近で転覆沈没[37][38]

ニューはまなす
- 17,304総トン/全長184.5m/航海速力22.6ノット/旅客定員929名/車両積載数：トラック150台・乗用車103台
- 遍歴
  - 1987年3月 - 2002年4月
  - オリエントフェリー ゆうとぴあ：2002年10月 - 2015年12月
  - 神田造船所川尻工場で係船：2016年1月 - 2017年5月
  - インドネシア PTJagad Zamrud Khatulistiwa RORO PRAYASTI：2017年7月 - 2018年
  - 2018年：インドで解体

ニューしらゆり
- 17,305総トン/全長184.5m/航海速力22.6ノット/旅客定員929名/車両積載数：トラック150台・乗用車103台。
- 遍歴
  - 1987年4月 - 2003年2月
  - 上海下関フェリー（現・蘇州下関フェリー） ゆうとぴあ2：2003年2月 - 2009年10月
  - IHI相生で係船：2009年10月 - 2016年6月

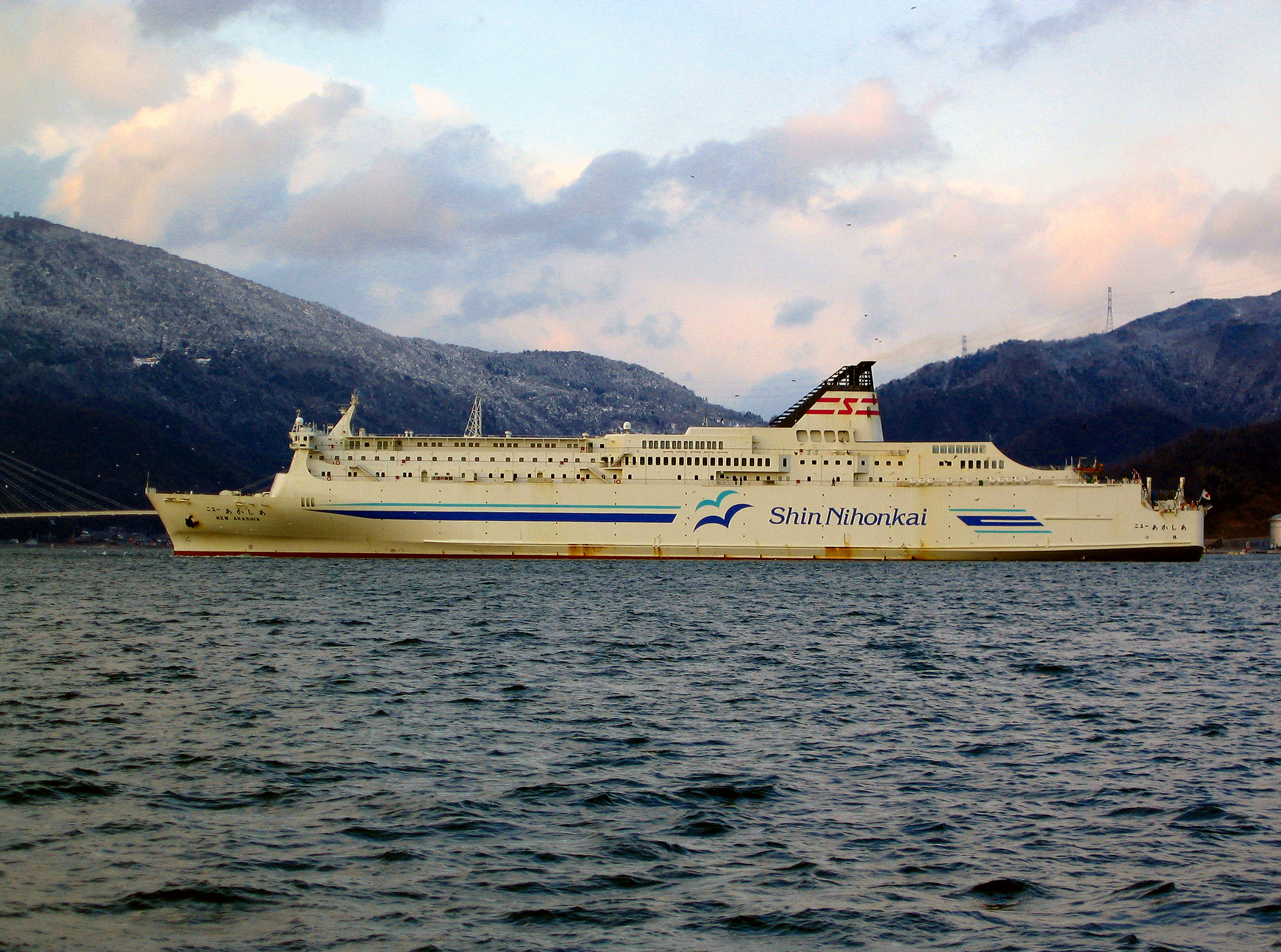
ニューあかしあ
2004年2月

  - 2016年7月：インドで解体

ニューあかしあ
- 19,796総トン[34]/全長192.9m[36]/幅29.4m/出力26,400ps/航海速力21.8ノット/旅客定員920名/車両積載数：トラック186台・乗用車80台
- 遍歴
  - 1988年7月 - 2004年7月：舞鶴 - 小樽航路
  - ギリシャ Endeavor Lines IONIAN QUEEN：2005年 - 2012年
  - Endeavor Lines倒産により係船：2012年 -

フェリーらべんだあ
- 19,904総トン[34]/全長192.9m/航海速力21.8ノット/旅客定員796名/車両積載数：トラック186台・乗用車80台
- 遍歴
  - 1991年9月30日 - 2004年6月30日：舞鶴 - 小樽航路
  - ギリシャ Agoudimos Lines IONIAN KING：2004年7月 - 2011年
  - HTBクルーズ OCEAN ROSE：2012年2月29日 - 10月13日
  - シンガポール Oceanic Group Ocean Grand：2013年2月1日 - 2016年1月31日

フェリーあざれあ
- 20,554総トン/全長195.4m/幅29.4m/出力32,400ps/最大速力26.0ノット/航海速力22.7ノット（42.0km/h）/旅客定員926名/車両積載数：トラック186台・乗用車80台
- 遍歴
  - 竣工：1994年4月
  - 新潟 - 小樽航路に就航：1994年4月26日 - 2002年
  - 改造後に敦賀 - 新潟 - 秋田 - 苫小牧寄港便へ転配：2002年 - 2017年3月13日
  - IHI相生工場で係船：2017年3月14日 - 3月22日
  - モンゴル国船籍 GOLDEN PEARL 1：2017年3月22日 - [39]

フェリーしらかば
- 20,563総トン/全長195.4m/幅29.4m/出力32,400ps/最大速力25.6ノット/航海速力22.7ノット（42.0km/h）/旅客定員926名/車両積載数：トラック186台・乗用車80台
- 遍歴
  - 竣工：1994年2月
  - 新潟 - 小樽航路に就航：1994年7月12日 - 2002年
  - 改造後に敦賀 - 新潟 - 秋田 - 苫小牧寄港便へ転配：2002年 - 2017年6月28日
  - IHI相生工場で係船：2017年7月 - 12月
  - モンゴル国船籍 GOLDEN PEARL 1：2017年12月 - 2017年12月
  - モンゴル国船籍 TANGO NUEVO：2017年12月 - 2019年
  - パナマ船籍 Mutiara Ferindo 7：2019年 -[40]

すずらん（初代）

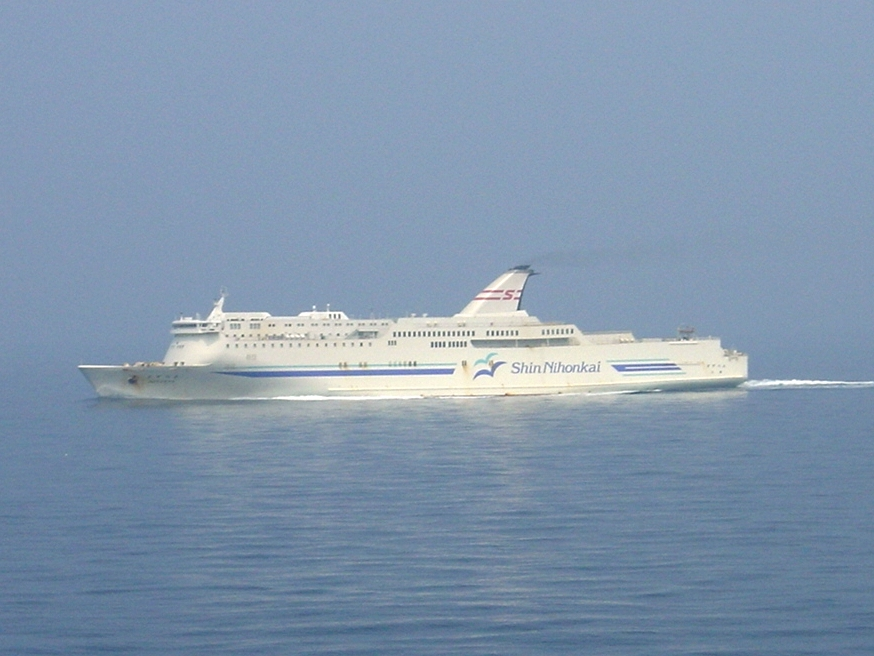
すずらん（初代）
2004年7月

- 17,345総トン/全長199.5m/幅25.0m/出力64,800ps/航海速力29.4ノット（54.4km/h）[42]/旅客定員507名/車両積載数：トラック122台・乗用車80台
- 第7回シップ・オブ・ザ・イヤー受賞
- 遍歴
  - 竣工：1995年3月
  - 敦賀 - 小樽航路に就航：1996年6月11日[3] - 2002年8月
  - 北海道側発着地の変更により敦賀 - 苫小牧航路で運航：2002年9月 - 2012年6月19日
  - はくおうに船名を変更し防衛省にチャーター[43]：2012年12月 - 2016年3月31日
  - 高速マリン・トランスポートへ売却：2016年4月1日[44]

すいせん（初代）
- 17,329総トン/全長199.5m/幅25.0m/出力64,800ps/航海速力29.4ノット（54.4km/h）/旅客定員507名/車両積載数：トラック122台・乗用車80台
- 第7回シップ・オブ・ザ・イヤー受賞
- 遍歴
  - 竣工：1995年6月
  - 敦賀 - 小樽航路に就航：1996年6月11日[3] - 2002年8月
  - 北海道側発着地の変更により敦賀 - 苫小牧航路で運航：2002年9月 - 2012年6月30日
  - IHI相生工場で係船：2012年7月 - 2019年9月
  - 2019年9月韓国へ売却。
  - 2022年9月バングラデシュ・チッタゴンで解体。

## 関連会社
- 関光汽船 - SHKライングループの中核企業（同グループについては本項目を参照）。
- ヴィーナストラベル
- 日本デリカフーズ
- 協和リアルエステート
- エス.エッチ.ケイ総合案内所
- SHK調査広報センター
- 新協和商事
- マリネックス
- マリネックス西日本
- 協和ロジスティクス
- 日本クルーズ客船
- ノーザントランスポートサービス
- マリネックストランスポートサービス
- シートランス
- オーセントホテルズ（オーセントホテル小樽・ニセコ樺山の里 楽 水山）

## 連絡輸送
- バス得きっぷ（2013年より夏季限定で設定。）
  - 設定区間：小樽港/苫小牧東港 - 舞鶴港（新日本海フェリー）、舞鶴港 - 神戸三宮バスターミナル（日交シティバス/京都交通 高速バス神戸（三宮） - 舞鶴線）

過去の設定
- 東京⇔小樽エコノミーきっぷ
  - 設定区間：小樽港 - 新潟港（新日本海フェリー）、新潟駅万代口バスターミナル - 東京・池袋駅東口（越後交通/新潟交通/西武バス 高速バス東京 - 新潟線）
- 小樽⇔大阪エコノミーきっぷ
  - 設定区間：小樽港 - 舞鶴港（新日本海フェリー）、舞鶴港 - 新大阪駅（国際興業大阪）